# Cyclosalpa pinnata
Cyclosalpa pinnata är en ryggsträngsdjursart som först beskrevs av Forskål 1775.  Cyclosalpa pinnata ingår i släktet Cyclosalpa och familjen bandsalper. Inga underarter finns listade i Catalogue of Life.